# Jack Kelsey
Alfred John "Jack" Kelsey (19. november 1929 – 18. marts 1992) var en walisisk fodboldspiller, der tilbragte hele sin aktive karriere, fra 1949 til 1963, som målmand hos Arsenal F.C. i England. Med klubben vandt han både det engelske mesterskab og FA Cuppen.
Kelsey spillede desuden, mellem 1954 og 1962, 41 kampe for Wales' landshold. Han var en del af den walisiske trup til VM i 1958 i Sverige.

## Titler
Engelsk Mesterskab
- 1953 med Arsenal F.C.

FA Cup
- 1950 med Arsenal F.C.

Charity Shield
- 1953 med Arsenal F.C.